# Aenictus weissi
Aenictus weissi  (лат.) — один из видов муравьёв-кочевников, принадлежащих к роду Aenictus. Экваториальная Африка: Габон (Samkita), Камерун (Gt Batanga), Нигерия, Французское Конго (Gomba, коллектор A. Weiss), ЦАР (Sangha-Mbaéré; Parc National Dzanga-Ndoki). Длина рабочих 3—5 мм. Оранжево-коричневые; ноги и гладкое, блестящее брюшко светлее, массивные жвалы темнее; грудка (пронотум, мезонотум и проподеум), стебелёк (петиоль и постпетиоль) и голова мелкопунктированные. Тело покрыто длинными обильными волосками..